# Кагул (река)
Кагу́л — река, впадающая в озеро Кагул, на территории Кагульского района Молдавии и Одесской области Украины.

## География
Берёт начало от ручья в балке Моранда, что севернее села Лебеденко (Молдавия), впадает в озеро Кагул западнее села Новая Етулия. Согласно топографической карте, приустьевая часть протекает по государственной границе Молдавии и Украины, на сервисе google.com.ua/maps река впадает в озеро Кагул на государственной границе Молдавии и Украины. У истоков пересыхает, создано несколько прудов. Нижнее течение (южнее Вулканешты и до устья) и частично в верхнем течении (между селами Гутул и Сатук) выпрямлено в канал с двухсторонней дамбой, шириной 8-25 м и глубиной 1-1,3 м. Правый берег долины в верхнем течении реки сильно изрезан балками и промоинами, а в нижнем течении левый берег изрезан. Приустьевая часть долины занята плавнями.
Во время дождей река наполняется водой.
Притоки: (от истока к устью)
1. балка Вале-Урсоя л
2. балка Гаваноса л
3. балка Резышия л
4. балка Флэмында п
5. балка Хуми л
6. балка Гельджагула л
7. балка Унгурулуй п
8. балка Карабибар л

## История
Река Кагул известна благодаря победе П. А. Румянцева над турками 21 июля (1 августа) 1770 года. Сражение происходило вблизи села Вулканешты во время русско-турецкой войны 1768—1774 годов и закончилось разгромом турецкой армии.